# Dubniczai István
Dubniczai István (Dubniczky István) (Dubnic, 1675. február 21. – Trencséntepla, 1725. december 26.) nyitra-egyházmegyei katolikus pap.

## Élete
A bécsi Pázmány-intézetben végezte tanulmányait; azután Óbisztricskán, Drietomán, végre Trencsénteplán volt plébános. Az evangélikusoktól és a Rákóczyaktól sokat szenvedett.

## Művei
- Controversia in Eucharistia. Tyrnaviae, 1716
- Manna absconditum. Uo. 1718
- Congruum colloquium. Uo. 1719
- Eductus coluber tortuosus. Uo. 1729 (szlovák szövegű hitvitázó munka)
- Metamorphosis fidei orthodoxae de bono in malum et vicissim: in comitatu Trenchiniensi, ac vel maxime in priv. oppido Solna ab a. 1600… ex manuscriptis St. Dubniczaj. eccl. Teplensis olim parochi… per Danielem Kilian capit. Agrien. canonicum. Cassoviae, 1737 (Az előszóban van megirva életrajza. 2. kiadás. Uo. 1774. A zsolnai gymnasium történetéhez becses kútfő.)